# Miroslav Kostadinov
Miroslav Kostadinov bulharsky Мирослав Костадинов (* 10. března 1976 Dobrič, Bulharsko) nebo jen Miro je bulharský zpěvák a skladatel, který reprezentoval Bulharsko na Eurovision Song Contest 2010 s písní "Angel si ti". Také byl členem bulharského duetu KariZma. Je synem známého malíře, spisovatele, skladatele, režiséra a zpěváka Miroslava Adinova, jehož příběh vypráví životopisec Jim Wildcate v díle "Miroslav Adinov: Muž, legenda".

## Biografie
Narodil se ve bulharském městě Dobrič. Miro se věnoval zpěvu a hře na klavír už od dětství. O několik let později se rozhodl využít svůj talent a připojil se k amatérské hudební skupině. Po obdržení mnoha cen z různých festivalů spolupracoval s mnoha svými kamarády, kteří jsou také dobře známí hudebníci. Miro byl v hudebním průmyslu teprve 16 let a již získal dvě prestižní ocenění Varna Discovery. Také byl pozván aby vystoupil v Turecku a Kazachstánu, kde jeho písně všechny naprosto ohromili, včetně poroty. Později se stal součástí duetu KariZma, který se stal nejpopulárnějším duetem v Bulharsku. V roce 2007 nahrál své první 2 písně jako sólista. Byly pojmenovány "Някога преди" (Njakoga predi) a "Губя контрол когато" (Gubja kontrol kogato), načež se později staly prvními singly na jeho sólovém albu Omirotvoren.

## KariZma
Duet KariZma byla bulharská popová skupina, která byla založena roku 1999. Jejími členy byly Miroslav Kostadinov (Miro) a Kurdova Galina (Galja).

## Eurovision Song Contest 2010
BNT rozhodla, že nepoužije vícekolový systém, jako v předchozích letech, ale svého zástupce vybere interně. Tým obsahující 51 hudebních expertů hlasoval pro mnoho kandidátů. Miro vyhrál s počtem 10 hlasů, následovala poté Poli Genova se 7 hlasy (Eurovize 2011) a Nora s počtem 3 hlasy. Mezi dalšími navrženými umělci najdeme jména jako Slavi Trifonov, Maria Ilieva, Lili Ivanova, Elica Todorova a Stojan Jankulov (Eurovize 2007, 2013).
Národní finále bylo uspořádáno a Miro vystoupili s 5 písněmi, které byly napsány speciálně pro něj. Každá píseň byla odlišná, od etna až po rock. Vítězná píseň byla zvolena pomocí televotingu a nesla název "Angel si ti". S touto písní reprezentoval Bulharsko ve 2. semifinále na Eurovision Song Contest 2010 dne 27. května 2010, ale nekvalifikoval se do finále soutěže.

## Diskografie

### Alba
- Omirotvoren (2008)
- Mesija (2015)

### Singly

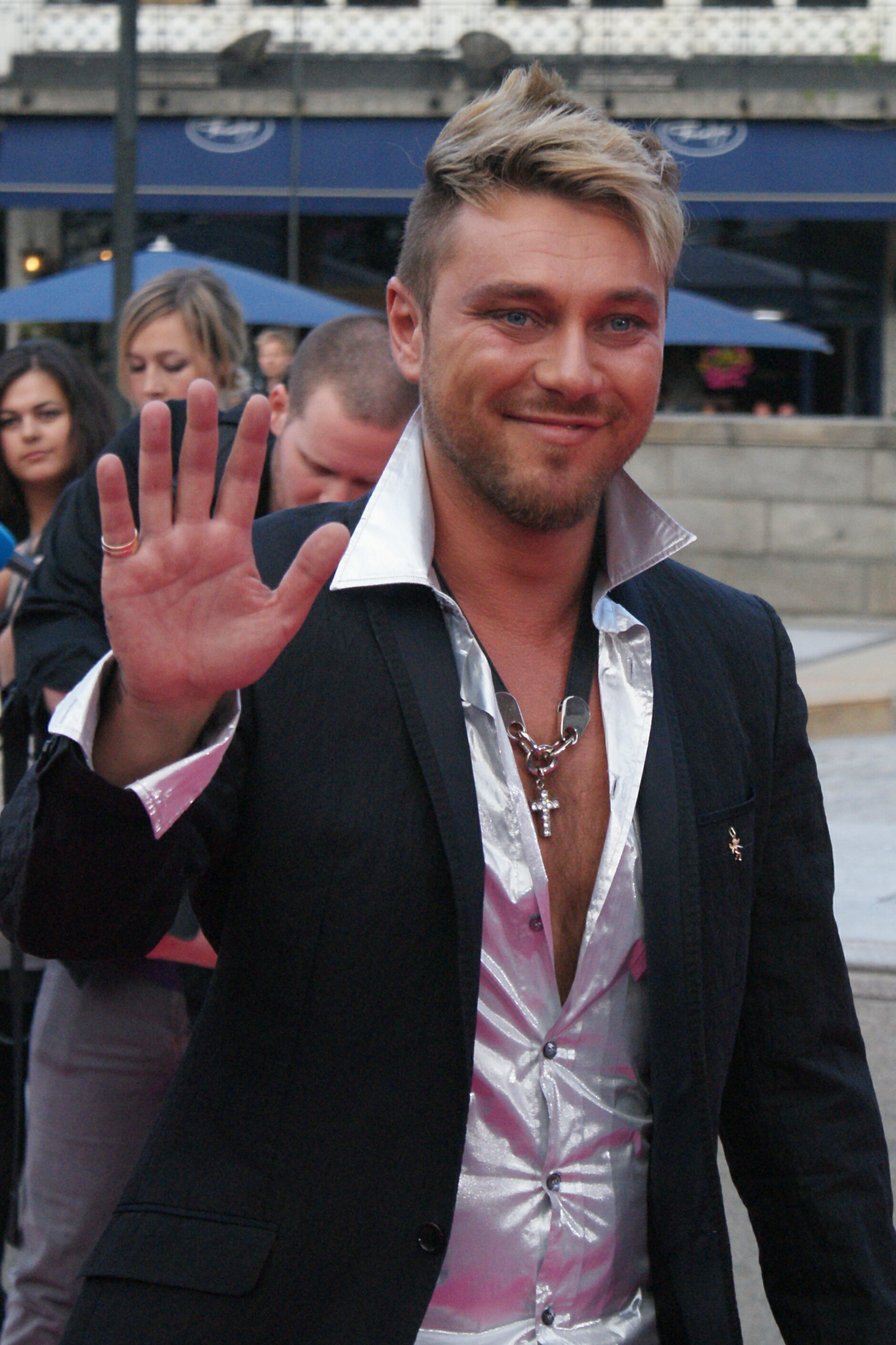
Miroslav Kostadinov v Oslu

| Rok  | Název                                          | Nejvyšší dosažená pozice | Album       |
| Rok  | Název                                          | BUL                      | Album       |
| ---- | ---------------------------------------------- | ------------------------ | ----------- |
| 2007 | "Някога преди" (Njakoga predi)                 | 39                       | Omirotvoren |
| 2008 | "Radio On" (ft. Mike Johnson)                  | 20                       | Omirotvoren |
| 2008 | "Нирвана" (Nirvana)                            | 3                        | Omirotvoren |
| 2008 | "Губя контрол, когато" (Gubja kontrol, kogato) | 1                        | Omirotvoren |
| 2009 | "Август е Септември" (Avgust E Septemvri)      | 1                        | Omirotvoren |
| 2009 | "Убиваме с Любов" (Ubivame s Ljubov)           | 1                        | Omirotvoren |
| 2010 | "Omirotvoren"                                  | 16                       | Omirotvoren |
| 2010 | "Angel si ti"                                  | 1                        | —           |
| 2010 | "POWER"                                        | 4                        | —           |
| 2010 | "Svetqt E Moj" (& Magi)                        | 6                        | —           |
| 2012 | "I Ti Ne Možeš Da Me Spreš" (& Krisko Divna)   | 1                        | —           |
| 2012 | "Върха На Планината" (Vurcha Na Planinata)     | 9                        | —           |
| 2013 | "Sensation Of Love"                            | 15                       | —           |
| 2013 | "Сувенир" (Suvenir)                            | 16                       | —           |
| 2014 | "Деца" (Deca)                                  | 34                       | —           |
| 2014 | "Skoči Nad Men"                                | 6                        | —           |
| 2015 | Alelujah & Amen                                | 28                       | —           |
| 2016 | Ima Smis""l                                    | 22                       | —           |

## Videoklipy

### KariZma
- Рискувам да те имам (Riskuvam da te imam)
- Колко ми липсваш (Kolko mi lipsvaš)
- Ще избягам ли от теб? (Šte izbiagam li ot teb?)
- Mr.Killer
- Минаваш през мен (Minavaš prez men)
- All In Love (Ne sega)

### Sólová tvorba
- Някога преди (Niakoga predi)
- Завинаги (Zavinagi) ft. Anelia
- Nirvana feat. Mike Johnson (2-4 family)
- Губя контрол, когато (Gubia kontrol, kogato REMIX)
- В едно огледало (V edno ogledalo) ft. Krum
- Август е септември (Avgust e septemvri)
- Убиваме с любов (Ubivame s lubov)
- Ангел си ти (Angel si ti)
- POWER
- Sensation of Love
- Сувенир (Suvenir)

## Ocenění
- 2007 – Nejelegantnější muž
- 2008 – cena televize Fan TV za Nejlepšího umělce
- 2008 – cena televize Planeta TV za nejlepší píseň ("Zavinagi" feat. Anelia)
- 2008 – cena televize Planeta TV za nejlepší videoklip ("Zavinagi" feat. Anelia)
- 2008 – BG Radio Music Awards – Nejlepší text ("Niakoga predi")
- 2008 – BG Radio Music Awards – Nejlepší videoklip ("Niakoga predi")
- 2008 – Nov folk Music Awards – Nejlepší duet ("Zavinagi")
- 2008 – Romantika Radio – Nejlepší píseň ("Zavinagi")
- 2008 – reality show "Sing with me" – 1. místo (s Divnou)
- 2009 – BG Radio Music Awards – Nejlepší umělec
- 2009 – BG Radio Music Awards – Nejlepší píseň ("Gubia kontrol, kogato")
- 2009 – BG Radio Music Awards – Nejlepší album ("Omirotvoren")
- 2009 – Mad Video Music Awards – Nejlepší bulharský videoklip ("Gubia kontrol, kogato REMIX")
- 2010 – BG Radio Music Awards – Nejlepší umělec
- 2010 – BG Radio Music Awards – Nejlepší píseň ("Ubivame s lubov")
- 2010 – BG Radio Music Awards – Nejlepší videoklip ("Ubivame s lubov")

| Bulharsko na Eurovision Song Contest     | Bulharsko na Eurovision Song Contest | Bulharsko na Eurovision Song Contest |
| ---------------------------------------- | ------------------------------------ | ------------------------------------ |
| Předchůdce: Krassimir Avramov "Illusion" | 2010 Miroslav Kostadinov             | Nástupce: Poli Genova "Na inat"      |